# دانشگاه کوئینز بلفاست

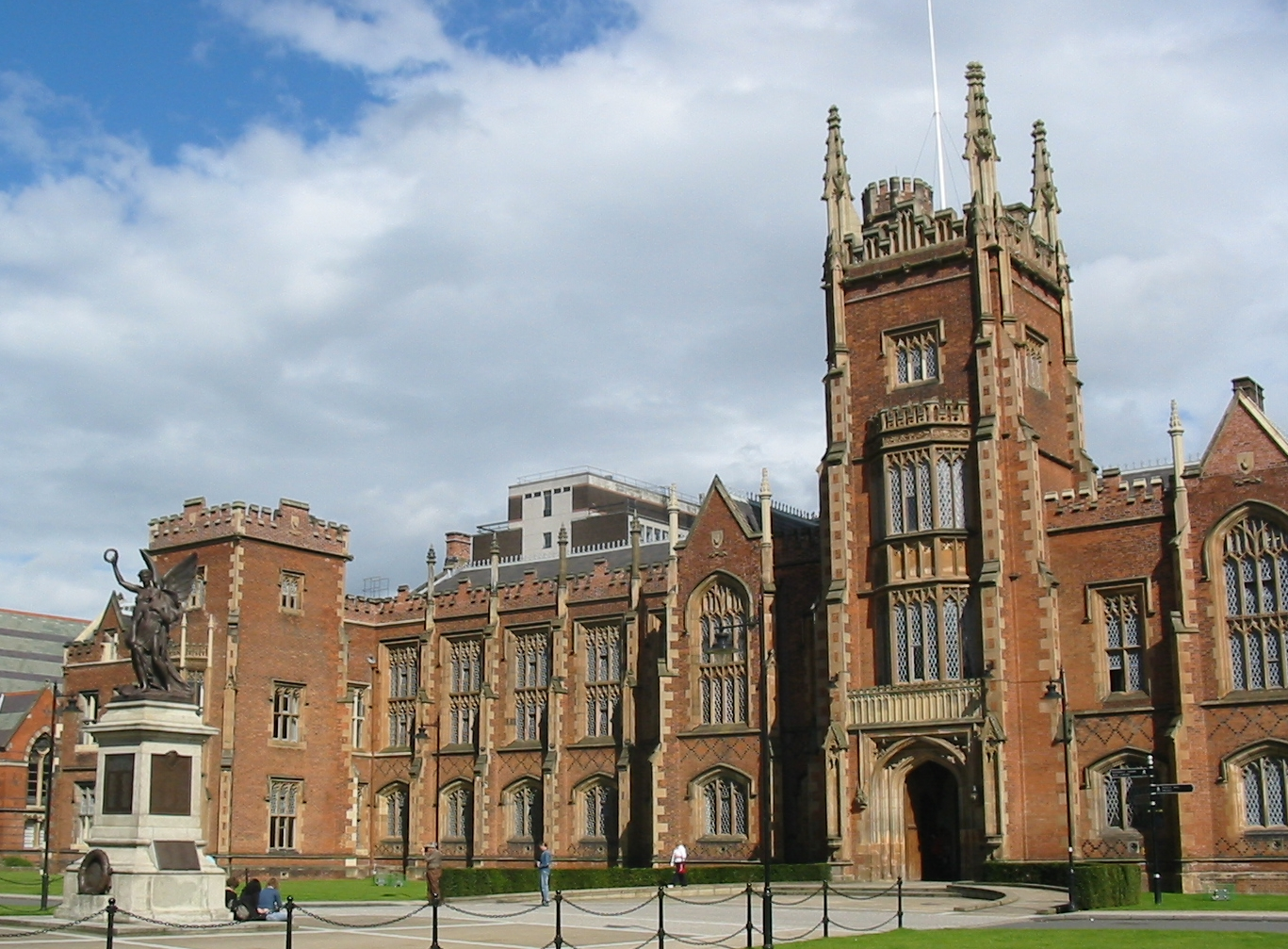
دانشگاه کوئینز بلفاست

دانشگاه کوئینز بلفاست (به انگلیسی: Queen's University Belfast) نام دانشگاهی دولتی است که در شهر بلفاست، ایرلند شمالی در کشور پادشاهی متحد بریتانیای کبیر و ایرلند شمالی قرار دارد. این دانشگاه به دستور ملکه ویکتوریا در سال ۱۸۴۹ میلادی به عنوان کالج کوئینز بلفاست شروع به کار کرد. اما سابقه‌اش به سال ۱۸۱۰ میلادی مؤسسه آکادمیک بلفاست بر می‌گردد.
دانشگاه کوئینز بلفاست یک عضو از گروه راسل، ۲۰ دانشگاه‌های پیشرو در پژوهش در بریتانیا، انجمن دانشگاه‌های مشترک‌المنافع، انجمن دانشگاه‌های اروپا و انجمن دانشگاه‌های ایرلند و بریتانیا است. این دانشگاه رشته‌های دانشگاهی در سطوح مختلف در دامنه وسیعی با بیش از ۳۰۰ موضوع ارائه می‌دهد.
دانشکده‌های پزشکی و علوم بهداشتی، علوم پایه و کشاورزی، هنر، حقوق و علوم اجتماعی و ادبیات دانشگاه را مراکز تحقیقاتی زیادی پشتیبانی علمی می‌کنند. هر یک از دانشکده‌های دانشگاه مراکز تحقیقاتی خاص خود را داشته و در سطوح تحقیقاتی کارشناسی، کارشناسی ارشدی و دکترا فعالیت می‌کند.

## تاریخچه
در سال ۱۸۴۵ میلادی، دانشگاه کوئینز بلفاست به دستور ملکه ویکتوریا در ایرلند شمالی تأسیس شد. چهار سال بعد ساختمان اصلی دانشگاه به نام لانیون کامل شد و دانشگاه کارش را با سه دانشکده هنر، پزشکی و حقوق آغاز کرد. ساختمان قدیمی لانیون، مشهورترین اثر تاریخی دانشگاه است که هر ساله بازدیدکنندگان زیادی را از گوشه و کنار جهان به خود جلب می‌کند. گالری ملکه از دیگر بخش‌های جالب دانشگاه است که مجموعه‌های هنری فوق‌العاده‌ای را در خود جای داده‌است.
پردیس اصلی دانشگاه اکنون تبدیل به شهر کوچکی شده و دارای بیش از سیصد ساختمان و تالار است. پنج دانشکده شامل سی و هشت مدرسه عالی و انستیتو رشته‌های زیادی را در علوم کاربردی، هنر، علوم اجتماعی و دیگر علوم در اختیار دانشجویان قرار داده‌است.
کتابخانه مرکزی در سایت مرکزی دانشگاه واقع شده‌است. کتابخانه علوم پایه دانشگاه یکی از مدرن‌ترین کتابخانه‌های دانشگاه بوده و در ساختمانی جدید و در فاصله نزدیکی از کمپ اصلی قرار گرفته‌است. کتابخانه پزشکی از دیگر کتابخانه‌های تابعه دانشگاه در بیمارستان سلطنتی ویکتوریا واقع شده و همکاری نزدیکی با بیمارستان شهر بلفاست دارد.

## شهرت
در حال حاضر این دانشگاه با بیش از بیست و سه هزار نفر دانشجو یکی از ۲۰ دانشگاه برتر کشور پادشاهی متحد بریتانیای کبیر و ایرلند شمالی است. در سال ۲۰۰۸ میلادی، این دانشگاه در رتبه‌بندی برترین دانشگاه‌های جهان که توسط «مؤسسه THE/QS World University Rankings» صورت گرفت، در رده ۲۰۲ام از میان پانصد دانشگاه برتر جهان قرار گرفت. این دانشگاه در رتبه‌بندی دانشگاه‌های اتحادیه اروپا در رتبه ۸۰ام قرار گرفته‌است.